# Tuc
Pour les articles homonymes, voir Tuc (homonymie).

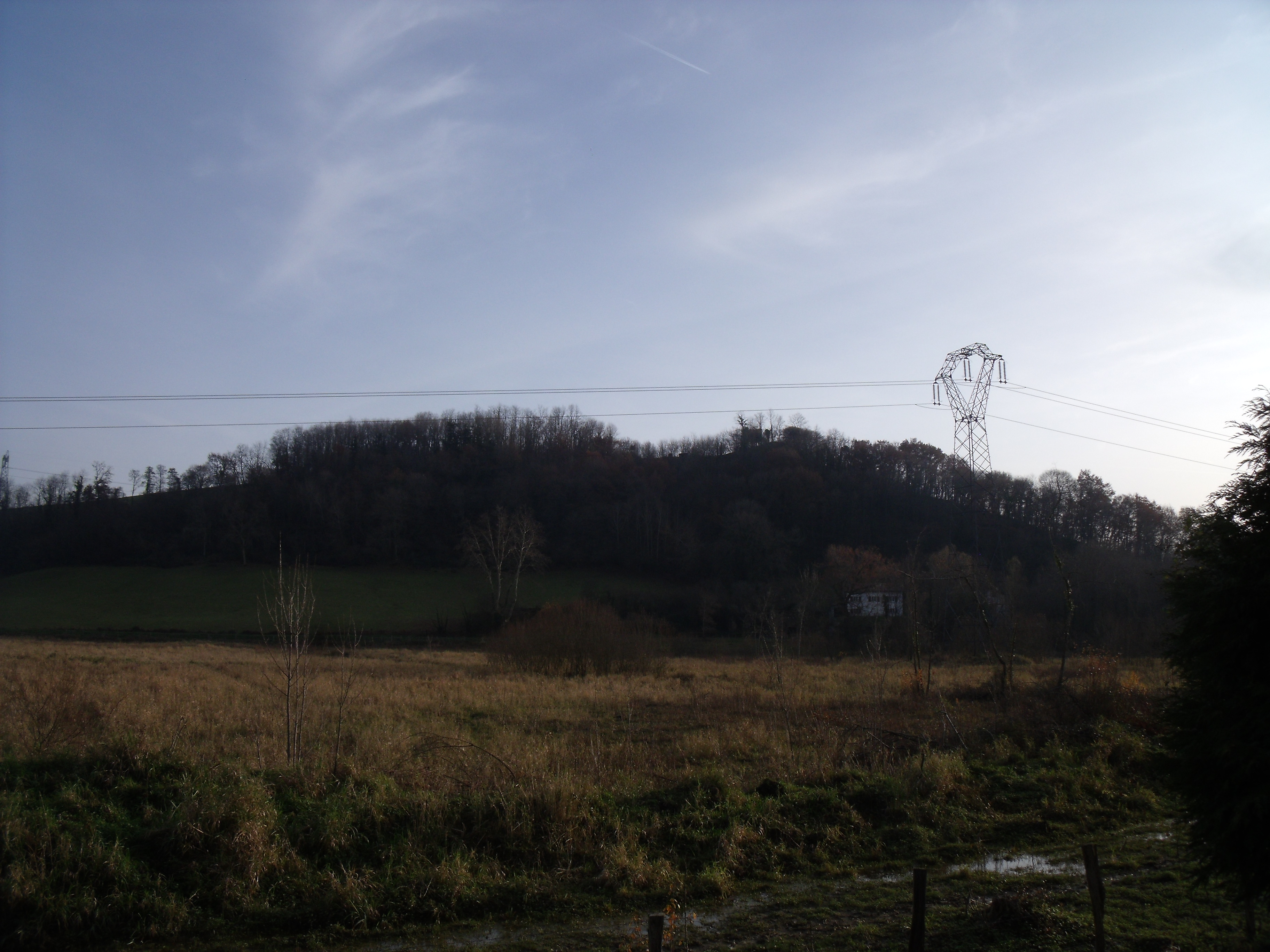
Le tuc de Biscarrague.

Un tuc est une hauteur, en général une butte, une colline ou une simple dune.

## Étymologie
Le mot tuc est gascon : c'est une appellation des Landes de Gascogne et du Béarn. Ce microtoponyme, fort répandu dans les pays occitans, connaît aussi les variantes de tuque, suc, truc ou turc.
Le terme est parent de la racine oronymique prélatine kuk.

## Présentation
Le tuc est une anomalie caractéristique de la lande, se présentant sous la forme d’un tertre, hauteur, monticule ou petite dune. Dans les Landes de Gascogne d'autrefois, avant la plantation du massif forestier, une faible éminence de quelques mètres dans une contrée plate suffisait à accrocher le regard et recevait le nom de tuc, tucòt, tucon ou tuquet.
Tuc peut également être l'appellation générique d'une motte féodale, aristocratique et militaire ou du tumulus, appellation scientifique. Pour les monticules de sable pur, on parle de dune ou pile (Pilat).

### Motte féodale
Le château à motte est une fortification médiévale formée par une butte de terre (la motte, ou tuc) accompagnée par un système défensif plus ou moins complexe (fossé, levée de terre, palissade). Ce type d'habitat se développe principalement au cours des XIe et XIIe siècles en relation avec l'émergence du système féodal. Pour l'aristocratie, il représente en effet le symbole du pouvoir. Le Pays de Born n'échappe pas à ce changement social, les vestiges de sept châteaux existent sur ce territoire. L'édification de ces fortifications repose toujours sur l'utilisation de matériaux locaux et d'une main-d'œuvre nombreuse mais sans qualification particulière à la différence des forteresses en pierre.

### Toponymie
Quelques exemples :
- tuque Blanque à Cauterets ;
- tuc de Houns et tuc de Monjat à Saint-Paul-en-Born ;
- tuc du Castet à Sainte-Eulalie-en-Born ;
- tuc de Morlanne à Saint-Sever ;
- tuc de Sarrazin à Pontenx-les-Forges ;
- tuc d'Udos de Mimizan ;
- truc Vert au Cap Ferret ;

truc de la Truque à La Teste-de-Buch ;
- tuc de Biscarrague à Briscous et Urt
- tuc des neuf églises à Capbreton

## Légende
Selon la légende, le Carcolh, escargot géant et monstrueux, vit dans une cave située sous le tuc de Hastingues.

## Sources
1. 1 2  Jean-Jacques et Bénédicte Fénié, Dictionnaire des Landes, Bordeaux, Éditions Sud Ouest, 2009, 349 p. (ISBN 978-2-87901-958-1), p. 329
2. ↑  Dictionnaire de la Lande Française, Charles Daney, Éditions Loubartières
3. ↑  Information du tuc de Houn de Saint-Paul-en-Born